# Allen Counter
Samuel Allen Counter Jr., född 8 juli 1944 i Americus i Georgia, död 12 juli 2017 i Cambridge i Massachusetts, var en amerikansk neurofysiolog. 
Allen Counter var son till Samuel Counter Sr. och sjuksköterskan Anne Johnson Counter och växte upp med två syskon under begränsade ekonomiska omständigheter i en familj i Boynton Beach i södra Florida, där fadern dog när han var liten. Hans farfar var pastor i en afroamerikansk metodist-episkopal församling. Han studerade biologi och fysiologi på Tennessee  Agricultural and Industrial State University i Nashville mellan 1972 och 1976, tog doktorsexamen 1979 i fysiologi på Case Western Reserve University i Cleveland i Ohio. Han genomförde därefter postdoktoralforskning vid Harvard University i Cambridge, Massachusetts. Han disputerade också senare, 1992, på Karolinska institutet i Stockholm med avhandlingen Electromagnetic stimulation of the auditory system: effects and side-effects, efter samarbete med hörselforskaren Åke Flock (1938–2016). Han blev professor i neurologi vid Harvard University och också den förste chefen för den 1980 inrättade Harvard Foundation for Intercultural and Race Relations, från 1981 till sin död 2017.

## Upptäcktsresande
Vid sidan av neurologin genomförde Allen Counter etnografiska studier i Sydamerika och på Grönland. Han invaldes 1989 i The Explorers Club i New York.
I Surinams, norra Brasiliens och Franska Guineas regnskogar 1971, och senare i Ecuador, letade han upp ättlingar till förrymda afrikanska slavar, som kommit till Sydamerika på 1600- och 1700-talen. Allen Counter har också blivit känd för sina efterforskningar i norra Grönland 1986, och särskilt om den svarte polarforskaren Matthew Henson, som var närmaste medarbetare till Robert Peary, bland annat under polarupptäktsresor under 20 års tid. Han hittade två 80-åriga grönländska söner till Henson respektive Peary. 
Allen Counter var den förste chefen för den 1980 inrättade Harvard Foundation for Intercultural and Race Relations, från 1981 till sin död 2017.
Han blev svensk honorär generalkonsul i Boston 2004.